# Smaragdni trikotnik
Smaragdni trikotnik je skupno obmejno območje med Kambodžo, Laosom in Tajsko. Vključuje območje Chong Bok (tajsko ช่องบก), gorski prelaz v gorovju Dangrek, ki tvori večji del naravne meje med Tajsko in Kambodžo. V Kambodži je območje znano kot Mom Bei (kmersko មុំបី).
Ime Smaragdni trikotnik je bilo skovano leta 2000 v okviru mednarodnega projekta za spodbujanje turizma in gospodarskega razvoja na tem območju. Ime, ki se nanaša na bujno okolje območja, je igra besed na že obstoječo regijo Zlati trikotnik med Laosom, Tajsko in Mjanmarom. V širšem smislu Smaragdni trikotnik zajema območja v sedmih provincah treh držav: Preah Vihear, Oddar Meanchey in Stung Treng v Kambodži, Salavan in Champasak v Laosu ter Ubon Ratchathani in Sisaket na Tajskem. V ožjem pomenu se nanaša na trojni mejni prehod med tremi državami, ki leži v bližini prelaza Chong Bok. Prelaz je visok 330 metrov.
Med tretjo indokinsko vojno v letih 1985–1987 je bilo območje Chong Bok prizorišče oboroženih spopadov, ko so vietnamski vojaki vdrli v kamboško-tajsko obmejno območje, kjer so imeli svojo bazo Rdeči Kmeri. Po koncu sovražnosti je bil leta 1993 na trojnem mejnem prehodu zgrajen paviljon kot simbol prijateljstva.